# Panamá Sporting Club
El Panamá Sporting Club es un equipo de fútbol profesional de Guayaquil, Provincia del Guayas, Ecuador. Fue fundado el 23 de junio de 1923, siendo el tercer equipo de fútbol profesional más antiguo en existencia en Guayaquil (y quinto en el país). Actualmente juega en la Segunda Categoría de Ecuador. El nombre del equipo se dice que es en honor a Panamá y al Canal de Panamá, y formulada la propuesta por el entonces embajador de Panamá en Guayaquil. El club juega de local en el Estadio Alejandro Ponce Noboa, ubicado en Fertisa al sur de la ciudad de Guayaquil, aunque alternará algunos partidos en el Alberto Spencer. Durante la temporada 2013 participó en los torneos juveniles Sub-17 y Sub-20 organizados por la ASOGUAYAS.
Está afiliado a la Asociación de Fútbol del Guayas.

## Historia
Nació el 23 de junio de 1923, con un grupo de chiquillos que jugaba en las calles aledañas al parque Montalvo y la iglesia de San Alejo en la Eloy Alfaro entre Olmedo y Colón situado en el sector La Bahía, en que era entonces el límite norte del barrio del Astillero. El cónsul de Panamá en Guayaquil, Ramón Vallarino, les prestó su casa. Al principio lo llamaron ‘Flor de España’, pero luego lo cambiaron a Panamá Sporting Club en homenaje a su benefactor.
El primer equipo, que jugó en la Liga Infantil que había creado ese año Dn. Manuel Seminario, alineaba con John Birkett Hill; César Arditto y Dantón Marriott; Aníbal y Belisario González Villegas, Sucre Cando Marín y Gonzalo Cevallos, José Drouet, Manuel Arenas, Ramón Vallarino Jr. y Hugo Manrique.
En 1926, Panamá pidió ser admitido en la Federación Deportiva del Guayas y en 1928 disputó con Liga de Guayaquil la promoción para jugar en primera categoría. Tres goles de Manuel Manco Arenas y uno de Hugo Manrique pusieron al club entre los mejores de Guayaquil. En 1929, con un equipo en el que jugaban los jovencitos Jaime Franco, Norberto Zorro Pérez, Leonidas Machete Elizalde, Dantón Marriott, Arturo Zambrano, Ernesto Cuchucho Cevallos, Hipólito Suárez, Jorge Cholo Benítez, el Manco Arenas, Augusto Arellano y Hugo Manrique, estuvo a punto de ser campeón de Guayaquil, pero un fallo arbitral que lo perjudicó dejó el cetro en manos del famoso General Córdova.

### Copa Janer
En octubre de 1933 se programó la llamada Copa Janer, un copón de un metro de alto donado por el empresario Víctor Manuel Janer. Se trajo a los dos mejores equipos de Quito; Gladiador e Gimnástico y se llamó a competir a los más representativos de Guayaquil: Daring, Italia, Panamá y Norteamérica.
Tabla de posiciones
|                      |    | Equipo     | PJ | PG | PE | PP | GF | GC | DG | PTS |
| -------------------- | -- | ---------- | -- | -- | -- | -- | -- | -- | -- | --- |
| Bandera de Guayaquil | 1. | Daring     | 3  | 2  | 0  | 0  | 4  | 0  | +4 | 4   |
|                      | 2. | Italia     | 3  | 0  | 1  | 1  | 4  | 2  | +2 | 2   |
|                      | 3. | Gimnástico | 3  | 0  | 0  | 2  | 0  | 6  | -6 | 0   |

| Ganador del Grupo |

|  |    | Equipo       | PJ | PG | PE | PP | GF | GC | DG | PTS |
|  | -- | ------------ | -- | -- | -- | -- | -- | -- | -- | --- |
|  | 1. | Panamá       | 3  | 1  | 1  | 0  | 4  | 0  | +4 | 3   |
|  | 2. | Norteamérica | 3  | 1  | 1  | 0  | 2  | 0  | +2 | 3   |
|  | 3. | Gladiador    | 3  | 0  | 0  | 2  | 0  | 6  | -6 | 0   |

| Ganador del Grupo |

Final
| Copa Janer; 22 de octubre de 1933 | Panamá                                                          | 5:2' | Daring                 |                                   |                                   |
|                                   | Ramón Unamuno · Zunino · Ramón Unamuno · Zunino · Manuel Arenas |      | Lavayen · Lorenzo Levy | Árbitro(s): José González Artigas | Árbitro(s): José González Artigas |

Campeón
|                    |
| Panamá 1.er Título |

En la década del 30 fueron épicos los duelos con Daring y con el Italia. Hizo una gira por Colombia que duró desde el 21 de noviembre de 1934 al 30 de abril de 1935 en la que Panamá logró 8 victorias, 4 empates y 2 derrotas.

### Panamá: Gira por Colombia
| Fecha                   | Rival                     | Resultado | Ciudad       |
| ----------------------- | ------------------------- | --------- | ------------ |
| 2 de diciembre de 1934  | Club Granadino Imperial   | 2:4       | Cali         |
| 9 de diciembre de 1934  | América de Cali           | 3:3       | Cali         |
| 13 de diciembre de 1934 | Club Hispania Palmira     | 0:4       | Cali         |
| 20 de diciembre de 1934 | América de Cali           | 0:4       | Cali         |
| 25 de diciembre de 1934 | Selección Valle del Cauca | 4:2       | Cali         |
| 20 de enero de 1935     | Selección de Barranquilla | 2:2       | Barranquilla |
| 17 de febrero de 1935   | Independiente             | 1:5       | Barranquilla |
| 24 de febrero de 1935   | Selección de Barranquilla | 3:4       | Barranquilla |

Ya estaban en sus filas leyendas de nuestro fútbol como Porfirio y Alfonso Suárez Rizzo, Luis Chocolatín Hungría, Fonfredes Bohórquez, Romualdo Ronquillo, Luis Zunino y otros grandes. El 11 de noviembre, en el viejo estadio Guayaquil, logró la primera gran victoria de un club nacional: venció 6-3 al Audax Italiano, campeón de Chile, que venía de una gira de 52 partidos por América, con 40 victorias y más de 200 goles.
Ganó su primer cetro en 1938 y logró el bicampeonato en 1939. Ya estaban en el equipo José Arosemena, Enrique Maestro Raymondi, Euclides Suárez Rizzo, José Merino, Hungría, Ramón Unamuno, Eloy Ronquillo, Fernando Guzmán, Pancho Martínez, Pablo Ansaldo, Enrique Arias y Enrique Gorra de Paco Herrera, un feroz goleador.
Nadie podrá olvidar que en Panamá se formaron los chiquillos que en 1946 fueron a Barcelona para convertirlo en ídolo de la ciudad y del país. De la famosa escuela de los ‘cadetes’ salieron Enrique Romo, Jorge y Enrique Cantos, Galo Solís, Manuel Valle, Nelson Lara, José Pelusa Vargas,Segundo Machuca y otros pibes que capitaneaba el incombustible Fausto Montalván. Cuando Barcelona se llevó a los ‘cadetes’, Panamá sacó otro equipo juvenil con Alfredo Bonnard, Enrique Flores, Kléber Villao, Galo Pombar, Federico Valdiviezo, Marcos Spencer, Gerardo Layedra, Isidro Matute, Homero Cruz, Miguel Bognoli, Hugo Hidalgo, Ángel Zamora, que fue vaciado luego por Everest en 1950, cuando se iniciaba el profesionalismo. Los últimos cracks que aportó fueron Carlos Pineda y Manolo Ordeñana, quienes hicieron historia en Emelec.
Desde el año 2017 hasta 2024; la Academia River Plate (franquicia del Club Atlético River Plate de Argentina) compró a Panamá Sporting Club.
Desde el año 2025; las Academias Oficiales del Barcelona Sporting Club compró a Panamá Sporting Club.
Julio Molina es el presidente vitalicio y Luis Darío Lecaro, William Poveda, Carlos Falconi, Francisco Abarca, Luis Varas dirigen el Club por el periodo 2013-2016.

## Partidos internacionales
| N° | Fecha                    | Rival              | Resultado | Estadio           | Ciudad    |
| -- | ------------------------ | ------------------ | --------- | ----------------- | --------- |
|    |                          |                    |           |                   |           |
|    | [[ ]] de [[ ]]           | [[ ]]              |           | [[ ]]             | [[ ]]     |
|    | 28 de julio de 1940      | Green Cross        | 3-1 (1:0) | Estadio Guayaquil | Guayaquil |
|    | 11 de agosto de 1940     | Green Cross        | 4-4 (1:1) | Estadio Guayaquil | Guayaquil |
|    | 22 de septiembre de 1940 | Santiago Wanderers | 2-3 (1:2) | Estadio Guayaquil | Guayaquil |
|    | [[ ]] de [[ ]]           | [[ ]]              |           | [[ ]]             | [[ ]]     |
|    | [[ ]] de [[ ]]           | [[ ]]              |           | [[ ]]             | [[ ]]     |

## Partidos Históricos
| Fecha                   | Rival                  | Resultado | Ciudad              |
| ----------------------- | ---------------------- | --------- | ------------------- |
| 12 de noviembre de 1933 | Audax Italiano         | 6:3       | Guayaquil           |
| octubre de 1936         | Deportivo Antioquia    | 1:0       | Guayaquil           |
| 7 de noviembre de 1936  | Club Gregg             | 4:0       | Guayaquil           |
| 26 de marzo de 1939     | Millonarios            | 2:2       | Bogotá              |
| 2 de abril de 1939      | Millonarios            | 4:2       | Bogotá              |
| 9 de abril de 1939      | Millonarios            | 3:2       | Bogotá              |
| 16 de abril de 1939     | La Salle               | 2:5       | Bogotá              |
| 23 de abril de 1939     | América de Cali        | 0:1       | Cali                |
| 28 de julio de 1940     | Green Cross            | 3:1       | Guayaquil           |
| 4 de febrero de 1946    | Boca Juniors de Cali   | 2:2       | Cali                |
| 21 de julio de 1948     | América de Cali        | 3:1       | Guayaquil           |
| 8 de octubre de 1948    | Boca Juniors de Cali   | 4:4       | Guayaquil           |
| 1 de septiembre de 1949 | Selección de Guatemala | 0:4       | Ciudad de Guatemala |
| 9 de septiembre de 1949 | Selección de Guatemala | 2:3       | Ciudad de Guatemala |

## Uniforme
- Uniforme titular: Camiseta a franjas intercaladas rojas, blancas y azules, pantalón blanco y medias rojas.
- Uniforme Alternativo: Camiseta blanca con finas rayas verticales azules, pantalón azul y medias azules.

### Auspiciantes
- Actualizado al 2025.

Esta es la cronología de las marcas y patrocinadores de la indumentaria del club.
| Período   | Proveedor |
| --------- | --------- |
| 1993-2017 | Sin Marca |

| Período   | Patrocinador               |
| --------- | -------------------------- |
| 1993-1996 | Sin Publicidad             |
| 1997      | Fray León                  |
| 1998      | Fray León, Banco Guayaquil |
| 1998      | Pilsener                   |
| 2013      | ITV                        |
| 2014      | TC Televisión              |

## Presidentes
- 1932 - 1938: Francisco Rodríguez Garzón
- 1992 - 2000: Julio Molina
- 2001 - 2010: Zvonko Cindrich
- 2010 - 2013: Juan Carlos Tarré
- 2013 - 2023: Darío Lecaro
- 2023 - 2024: Juan Carlos Tarré Intriago
- 2024 - 2028: Luis Lecaro Yépez

## Datos del club
- Puesto histórico: 48.° (45.° según la RSSSF)[3]
- Temporadas en Serie A: 1 (1998).[4]
- Temporadas en Serie B: 6 (1994-1997, 1999-2000).[4]
- Temporadas en Segunda Categoría: 46 (1967, 1969, 1974-1993, 2001-2019, 2021-presente).
- Mejor puesto en la liga: 1.° (Serie B 1997).
- Peor puesto en la liga: 12.° (1998).
- Mayor goleada a favor en torneos nacionales:
  - 4 - 1 contra Técnico Universitario (9 de agosto de 1998).[5]
- Mayor goleada en contra en torneos nacionales:
  - 6 - 0 contra Espoli (11 de noviembre de 1998).[5]
- Máximo goleador histórico: Manuel Arenas (40 goles anotados en partidos oficiales).
- Máximo goleador en torneos nacionales:
- Primer partido en torneos nacionales:
  - Delfín 4 - 2 Panamá (8 de marzo de 1998 en el Estadio Jocay).[5]

## Palmarés

### Torneos Nacionales
| Competición                        | Títulos | Subcampeonatos |
| ---------------------------------- | ------- | -------------- |
| Profesional                        |         |                |
| Serie B de Ecuador (1/0)           | 1997.   |                |
| Segunda Categoría de Ecuador (0/1) |         | 1993.          |

### Torneos Provinciales
| Competición                                  | Títulos                                   | Subcampeonatos                      |
| -------------------------------------------- | ----------------------------------------- | ----------------------------------- |
| Profesional                                  |                                           |                                     |
| Segunda Categoría del Guayas (7/3)           | 1991, 1993, 2001, 2002, 2003, 2004, 2007. | 1979, 1992, 2009.                   |
| Campeonato de Guayaquil Serie B (1/1)        | 1958.                                     | 1951.                               |
| Amateur                                      |                                           |                                     |
| Campeonato Amateur de Guayaquil (3/6)        | 1938, 1939, 1941                          | 1929, 1930, 1932, 1934, 1936, 1943. |
| Campeonato Amateur División Intermedia (1/0) | 1928                                      |                                     |

### Torneos amistosos
| Torneos nacionales |         |                |
| Competición        | Títulos | Subcampeonatos |
| Copa Janer (1)     | 1933    |                |